# Буняк Валентина Юрівна
Буняк Валентина Юріївна — (24 вересня 1957, Довгопілля, Путильський район, Чернівецька область, УРСР) — літератор, педагог, громадсько-політична діячка.

## Біографія
Народилася в селі Довгопілля Путильського району Чернівецької області.
Закінчила філологічний факультет Кам'янець-Подільський педінститут за фахом — учитель української мови і літератури.
Викладала у Селятинській і Путильській середніх школах, на підготовчих курсах Центру гуманітарної освіти Київського міжнародного університету.
Працювала секретарем Путильського райкому комсомолу, Путильського райкому Компартії України, заступником голови Путильської райдержадміністрації, редакторм Путильської районної газети «Карпати». Понад десять років Валентину Буняк обирають першим секретарем Путильського райкому Соціалістичної партії України. Керівник волонтерського Центру «Пенсіонер» Путильської районної Організації ветеранів України.

## Творчі набутки
Валентина Буняк авторка більше сотні поетичних творів.
Окремі поезії друкувалися у газеті «Карпати», у збірці Івана Угрина «Барви водограю» (Чернівці: Золоті литаври, 2004), книзі «На крилах духовності»: збірка літературних творів членів СПУ Буковини (Чернівці: Зелена Буковина, 2006). 

Підготувала до друку поетичну збірку «Життєва мить».